# Ole-Jørgen Nilsen
Ole-Jørgen Nilsen, född 28 februari 1936 i Halden, död 15 juni 2008 i Strømmen, var en norsk skådespelare,  teaterregissör och teaterchef. Han var gift med Kari Rasmussen.
Nilsen debuterade 1959 vid Nationaltheatret och var 1961–1968 engagerad vid Trøndelag Teater, 1968–1973 vid Det norske teatret, 1974–1977 vid Fjernsynsteatret och från 1977 åter vid Nationaltheatret. Han spelade en stor klassisk och modern repertoar och fick sitt genombrott som bastarden i Friedrich Dürrenmatts Johann utan land. Bland övriga roller kan nämnas Stensgaard i De ungas förbund, van Gogh i Postmannen fra Arles och flera roller i Peer Gynt.
Han gjorde sin filmdebut i Hans Nielsen Hauge (1961). Han är känd för sina olika biroller i filmerna om Olsenbanden samt för rollen som Erik i Galskap! (1985). På senare år är han känd för rollen som Hans Fredrik Rosenkrantz i TV-serien Hotel Cæsar (2004–2006).
Som regissör gjorde han flera föreställningen vid Trøndelag Teater och Nationaltheatret. Han var även Nationaltheatrets chef åren 1988–1989 tillsammans med Ellen Horn och Sverre Rødahl.
Nilsen var 1978 med och grundade Skuespillerforeningen och var dess första ledare 1977–1988.
Han erhöll år 2000 Per Aabels ærespris.

## Filmografi (urval)
- 1961 – Hans Nielsen Hauge
- 1968 – Prinsessa på villovägar
- 1972 – Olsenbanden och guldskatten
- 1985 – Galskap!
- 2004 – Johnny och Johanna (TV-serie)
- 2004–2006 – Hotel Cæsar (TV-serie)